# Boys Night Out
Boys Night Out är ett emorockband från Burlington i Ontario, Kanada. Bandet bildades 2001 och deras första fullängdsalbum, Make Yourself Sick, släpptes 2003.

## Medlemmar
Nuvarande medlemmar
- Connor Lovat-Fraser – sång
- Jeff Tarbender Davis – gitarr, bakgrundssång
- Dave Costa – basgitarr
- Ben Arseneau – trummor

Tidigare medlemmar
- Kara Dupuy – keyboard
- Andy Lewis – gitarr, bakgrundssång
- Rob Pasalic – gitarr, sång
- Shawn Butchart – gitarr
- Brian Southall – trummor
- Chris Danner – trummor
- Adam Kingsbury – trummor

## Diskografi
Studioalbum
- 2003 - Make Yourself Sick
- 2005 - Trainwreck
- 2007 - Boys Night Out

EP
- 2002 - You Are My Canvas
- 2002 - Broken Bones and Bloody Kisses
- 2007 - Fifty Million People Can't Be Wrong